# Літня вулиця (Київ)
Лі́тня ву́лиця — вулиця в Печерському районі міста Києва, місцевості Черепанова гора. Пролягає один квартал від вулиці Євгена Коновальця до Лабораторного провулку.
По вулиці розташовані дві будівлі: № 25 — гуртожиток Київського геологорозвідувального технікуму 1968 року і БЦ «Лабораторний» 2014 року, у якому розміщується холдинг Метінвест, але має адресу Лабораторний провулок, 12.

## Історія
Вулиця виникла в 1928–1929 роках під такою ж назвою. До середини 1970-х років пролягала від Ярової вулиці (ліквідована разом із частиною Літньої вулиці у зв'язку зі знесенням старої забудови).